# Diosma haelkraalensis
Diosma haelkraalensis är en vinruteväxtart som beskrevs av I. Williams. Diosma haelkraalensis ingår i släktet Diosma och familjen vinruteväxter. Inga underarter finns listade i Catalogue of Life.